# Luigi Zucchini
Lelio Vincenzo „Luigi“ Zucchini (* 29. Oktober 1915 in West Springfield, Massachusetts; † 1. März 1986 ebenda) war ein italo-amerikanischer Eishockeyspieler.

## Karriere
Lelio „Luigi“ Zucchini nahm für die italienische Eishockeynationalmannschaft an den Olympischen Winterspielen 1936 in Garmisch-Partenkirchen teil. Auf Vereinsebene spielte er für den HC Diavoli Rossoneri Milano, mit dem er 1936 den italienischen Meistertitel gewann. Im Finalspiel erzielte er dabei den einzigen Treffer.
Sein Bruder Mario Zucchini war ebenfalls Eishockeyspieler.

## Erfolge und Auszeichnungen
- 1936 Italienischer Meister mit dem HC Diavoli Rossoneri Milano